# Université de Londres

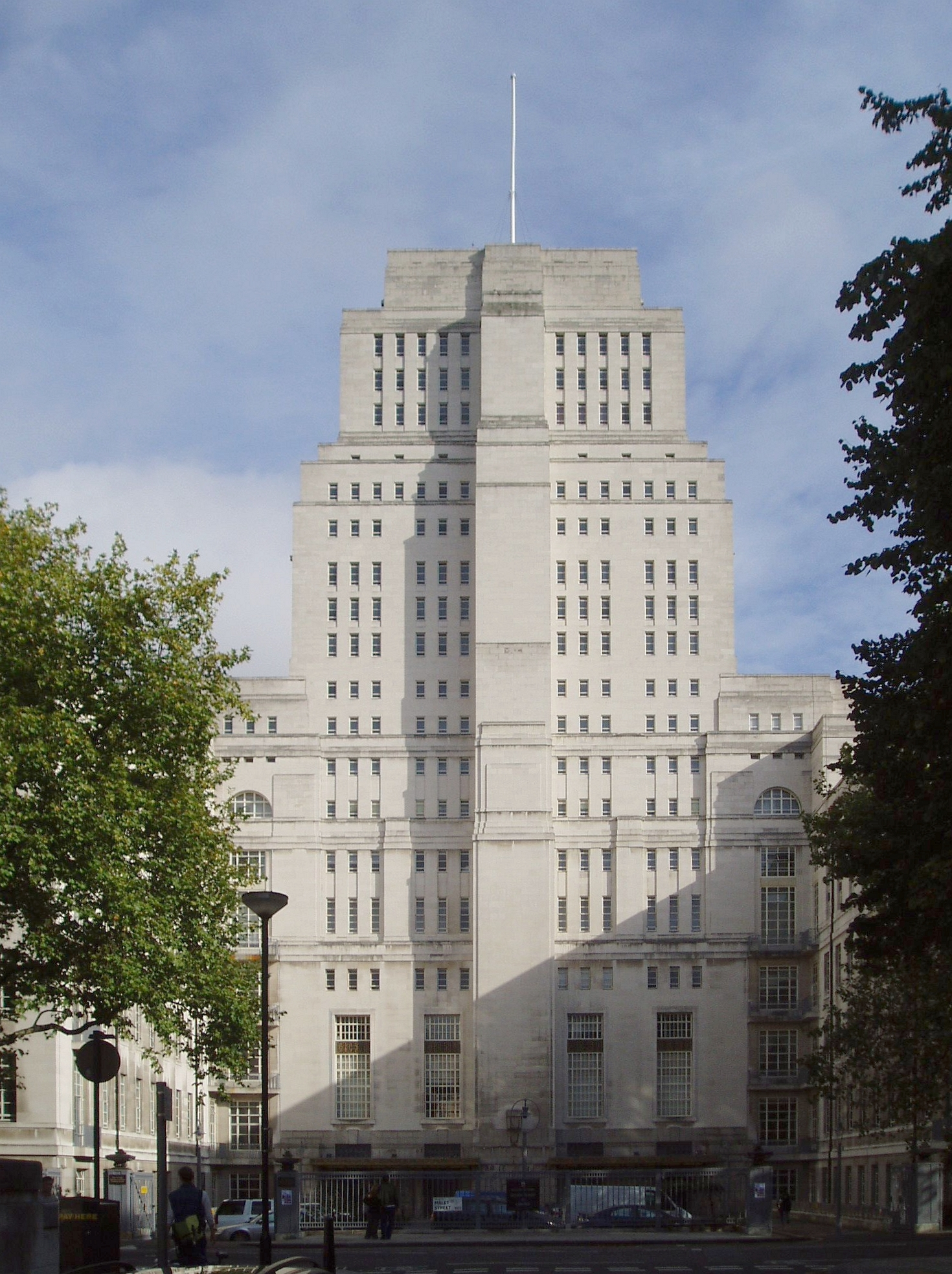
Senate House, siège de l'université de Londres.

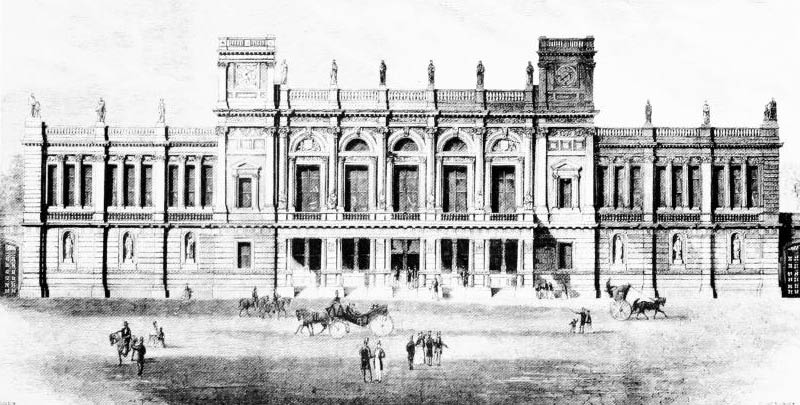
Le premier bâtiment de l'université de Londres, au 6 Burlington Gardens, devenu par la suite le musée de l'homme, dessin de 1867.

L'université de Londres (University of London) est fondée par charte royale le 28 novembre 1836.
Elle est constituée en une fédération de collèges et d'instituts, couvrant différents champs académiques, et constitue, dans son ensemble, une des plus grandes universités du monde.

## Étudiants
Il est estimé qu'environ 5 % de la totalité des étudiants du pays se trouvent sur le campus londonien, ou sur celui de l'une de ses écoles affiliées, écoles constituant certains lieux d'études les plus notoires. De plus, 34 000 étudiants suivent le programme externe de l'université de Londres.

## International Programmes
Établi en 1858, ce programme (anciennement University of London External System) permet la transmission du matériel académique, sous la direction des différents collèges qui proposent leurs programmes par correspondance. Ce programme est actuellement suivi par 34 000 étudiants.
Il englobe douze universités en Angleterre, certaines au Canada ainsi que dans d'autres pays du Commonwealth (notamment dans l'est africain). Ce programme leur permet, en tant que collèges associés, de faire partie du programme externe de l'université de Londres et ainsi de proposer des diplômes jusqu'au grade de Master's degree (ex: Master's degree in Laws "LLM" en commun avec Queen Mary et UCL). 
Les critères d'admission des étudiants au programme externe sont les mêmes que pour les étudiants en présentiel, et tous les examens se déroulent en présentiel.

## Études
L'université propose des enseignements en médecine, droit, économie, langues africaines et orientales, agronomie, littérature, théâtre notamment.

## Université(s)
L'université de Londres est constituée de dix-neuf collèges indépendants : London School of Economics, School of Oriental and African Studies (SOAS), University College de Londres, King’s College de London, London Business School, Goldsmiths, Queen Mary, ainsi que la School of Advanced Study (SAS), qui fédère plusieurs instituts de recherche. 

### Les collèges
Les différents collèges de l'université de Londres sont de taille, d'ancienneté, et de culture différentes, ce qui les amène à avoir chacun une approche académique qui leur est propre. Certains sont des institutions dotées de plusieurs facultés, et d'un grand nombre d'étudiants, d'autres sont plus spécialisés et fréquentés par un public plus restreint. Ils délivrent néanmoins tous les diplômes de l'Université de Londres (University of London). Ces diplômes vont du simple certificat au doctorat, en passant par les traditionnels Bachelor's, BA Hons, et Master's. Certains collèges tendent à être plus connus que l'université de Londres, de laquelle ils sont parties intégrantes. Il en est ainsi de la London School of Economics (LSE), de l'University College London (UCL), de la School of Oriental and African Studies (SOAS), la London Business School, et du King's College London, entre autres. Jusqu'en 2007, l'Imperial College London était également une composante de l'université de Londres ; il a maintenant le statut d'université indépendante.

#### Liste des collèges formant l'université de Londres
1. Birkbeck, Université de Londres
2. Central School of Speech and Drama
3. Courtauld Institute of Art
4. Goldsmiths, University of London
5. Heythrop College
6. The Institute of Cancer Research
7. Institute of Education
8. King’s College London
9. London Business School
10. London School of Economics and Political Science (LSE)
11. London School of Hygiene and Tropical Medicine
12. Queen Mary, University of London
13. Royal Academy of Music
14. Royal Holloway, University of London
15. The Royal Veterinary College
16. St George's, University of London
17. The School of Oriental and African Studies (SOAS)
18. The School of Pharmacy
19. University College London (UCL)

#### La School of Advanced Study et ses instituts
La School of Advanced Study (en) comporte les instituts suivants :
1. Institute of Advanced Legal Studies
2. Institute of Classical Studies
3. Institute of Commonwealth Studies
4. Institute of English Studies
5. Institute of Modern Languages Research l'antérieur Institute of Germanic & Romance Studies[4]
6. Institute of Historical Research
7. Institute of Musical Research
8. Institute of Philosophy
9. Institute for the Study of the Americas
10. Warburg Institute

#### Autres centres académiques
1. University of London Institute in Paris
2. University Marine Biological Station Millport

## Personnalités liées à l'université

### Étudiants
- Lola Olufemi, écrivaine et activiste féministe noire britannique.
- Ian McColl, homme politique britannique.
- Parry Mitchell, homme politique britannique.
- Lucille M. Mair, diplomate et universitaire jamaïcaine spécialiste du genre
- Priscilla Schwartz, avocate, procureure générale et ministre de la Justice du Sierra Leone
- Solome Bossa, juge ougandaise à la Cour pénale internationale.